# Skørping Kommune
| Strukturdaten       | Strukturdaten  |
| ------------------- | -------------- |
| Sitz der Verwaltung | Terndrup       |
| Fläche              | 238,15 km²     |
| Einwohner           | 9.799 (2004)   |
| Kommune seit 2007   | Rebild Kommune |

Skørping Kommune war bis Dezember 2006 eine dänische Kommune im damaligen Nordjyllands Amt in Jütland. Seit Januar 2007 wurde sie mit den Gemeinden Støvring und Nørager (ohne Hannerupgård) zur Rebild Kommune zusammengeschlossen.

## Partnerschaften
- seit 1996: Gelenau/Erzgeb., Deutschland